# Jarosław Wierzcholski
Jarosław Wierzcholski (ur. 13 marca 1962 w Toruniu) – polski wojskowy, generał brygady Wojska Polskiego.

## Życiorys
Od 2007 r., pełnił obowiązki szefa Wojsk Rakietowych i Artylerii w dowództwie 16 Pomorskiej Dywizji Zmechanizowanej im. Króla Kazimierza Jagiellończyka, a następnie w latach 2007–2008 komendanta Centrum Szkolenia Wojsk Lądowych im. Hetmana Polnego Koronnego Stefana Czarnieckiego w Poznaniu. Po ukończeniu studiów podyplomowych z polityki obronnej na AON, był dowódcą 1. Mazurskiej Brygady Artylerii w Węgorzewie. Następnie od 2010 r., szef Wojsk Rakietowych i Artylerii WP. W dniu 15 sierpnia 2012 r., został awansowany na stopień generała brygady przez Prezydenta RP Bronisława Komorowskiego.